# Hasliberg
Hasliberg – gmina (niem. Einwohnergemeinde) w Szwajcarii, w kantonie Berno, w regionie administracyjnym Oberland, w okręgu Interlaken-Oberhasli.
31 grudnia 2020 gmina liczyła 1 158 mieszkańców. Hasliberg leży na wysokości 1 082 m n.p.m. w otoczeniu takich szczytów Alp Berneńskich i Schweizer Voralpen jak Brienzer Rothorn, Schwarzhorn czy Hohenstollen. Hasliberg składa się z czterech wsi: Hohfluh, Wasserwendi, Goldern oraz Reuti.
Miejscowość ta jest ośrodkiem narciarskim. W 1999 r. Hasliberg współorganizował 7. Mistrzostwa Świata w Narciarstwie Dowolnym.

## Galeria

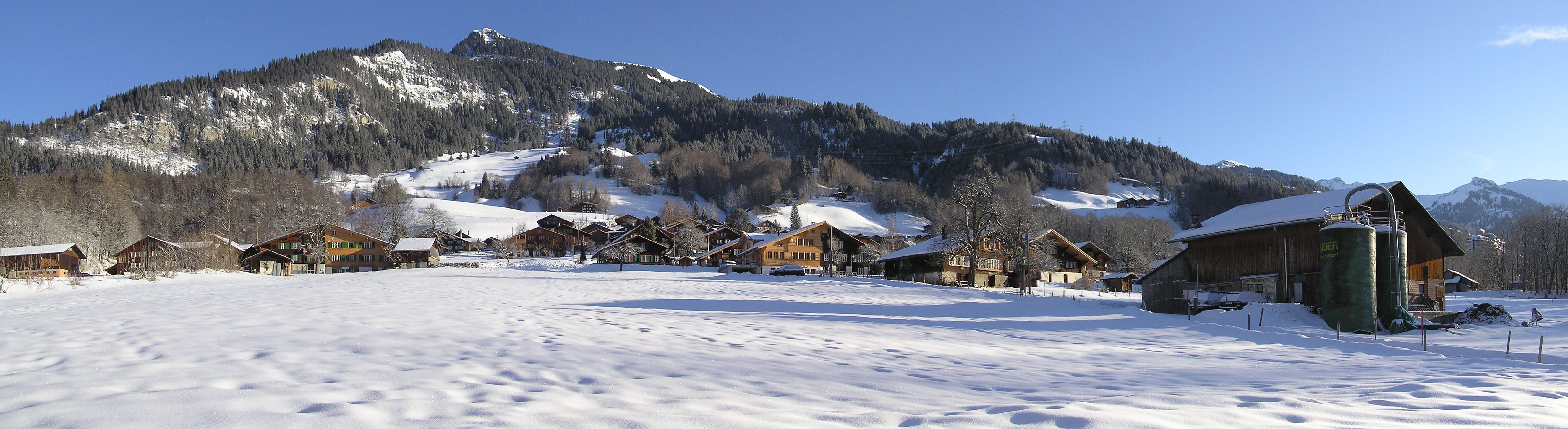
Panorama z Hasliberga na północ
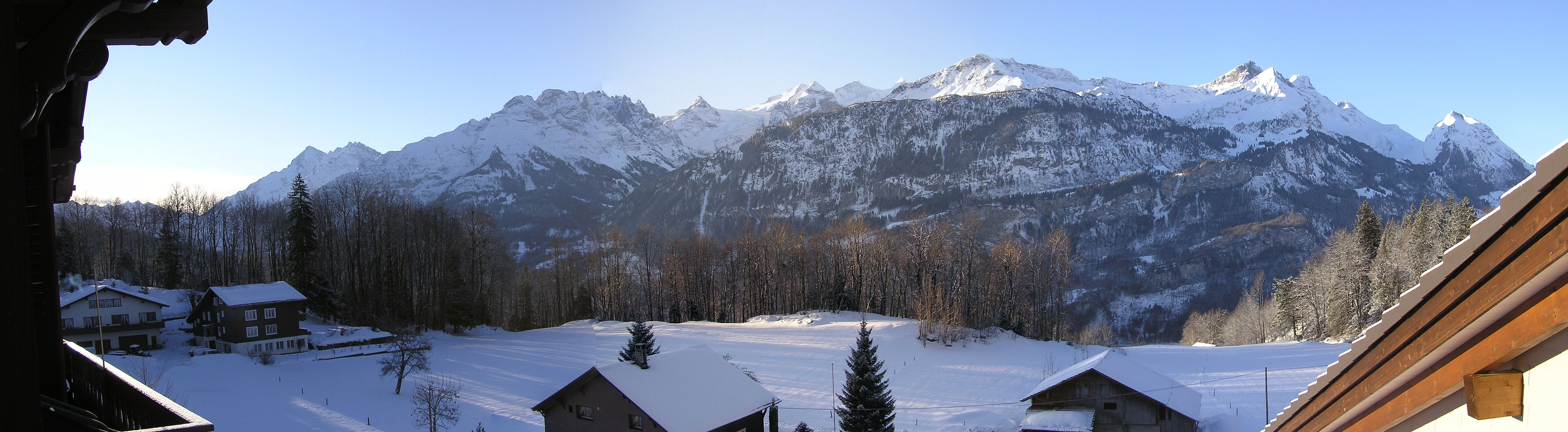
Panorama z Hasliberga na północ
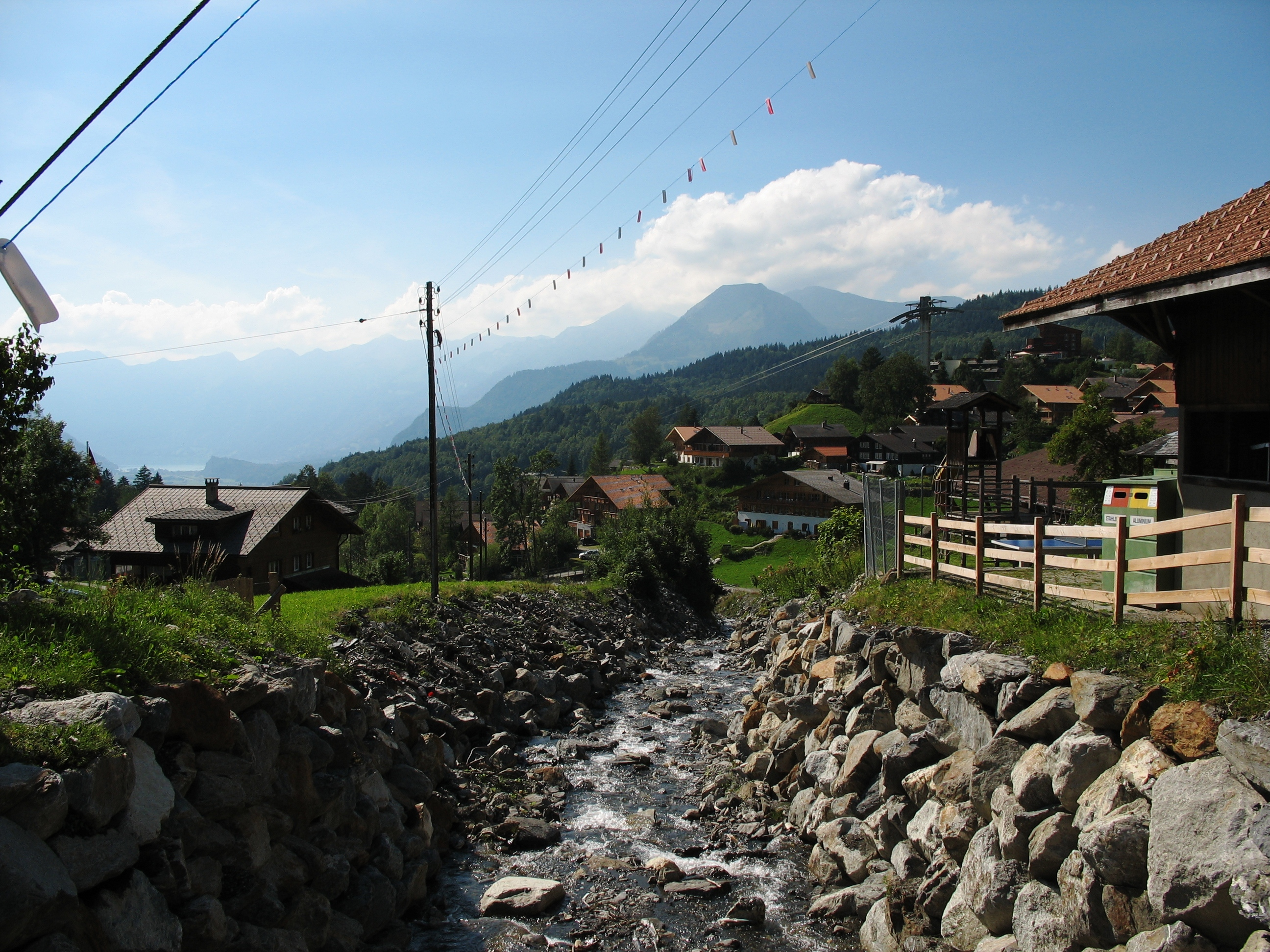
Hasliberg